# Nicolás Vélez
Nicolás Leandro Vélez (Buenos Aires, 4 luglio 1990) è un ex calciatore argentino, di ruolo attaccante.

## Caratteristiche tecniche
È una seconda punta.

## Carriera
È cresciuto nel settore giovanile del River Plate, club che ha lasciato nel 2010 quando si è trasferito all'Huracán in cerca di maggiori opportunità.
Ha esordito fra i professionisti il 5 dicembre 2010 disputando l'incontro di Primera División perso 3-1 contro il Tigre. Dato lo scarso utilizzo, nel gennaio 2013 è stato ceduto a titolo definitivo agli spagnoli dello Sp. Luqueño, militante in Segunda División B.
Rimasto svincolato al termine della stagione, nel gennaio 2014 si è trasferito in Singapore al Warriors. Ha trascorso i successivi 4 anni fra India e Sud-est asiatico, fatta eccezione una parentesi semestrale all'Hajduk Spalato, nel 2016.
Il 10 gennaio 2019 è stato acquistato a titolo definitivo dal Belenenses SAD.